# 玉林站
玉林站，位于中华人民共和国广西壮族自治区玉林市玉州区中秀路168号，是洛湛铁路、黎湛铁路、玉铁铁路上的火车站，于1956年营运，2014年12月23日进行黎湛铁路电气化暨新站房改造，2016年9月30日新站房启用，由南宁局集团管辖。
玉林站新站房占地面积约1.78万平方米，是原站房建筑面积的5倍多，新站房建筑为地上二层，地下一层，建筑高度21米，其中候车厅面积4400平米，售票厅面积520平米。全站共设置自动售、取票机25台，其中负一层自动售取票厅19台，一层售票厅设售票窗8个、自动售取票机6台。一层进站口共设置3个实名制查验及安检通道。全站共设进出站闸机21台、人工检票口5个，其中进站闸机14台、人工检票口4个；出站闸机7台、人工检票口1个。

## 歷史

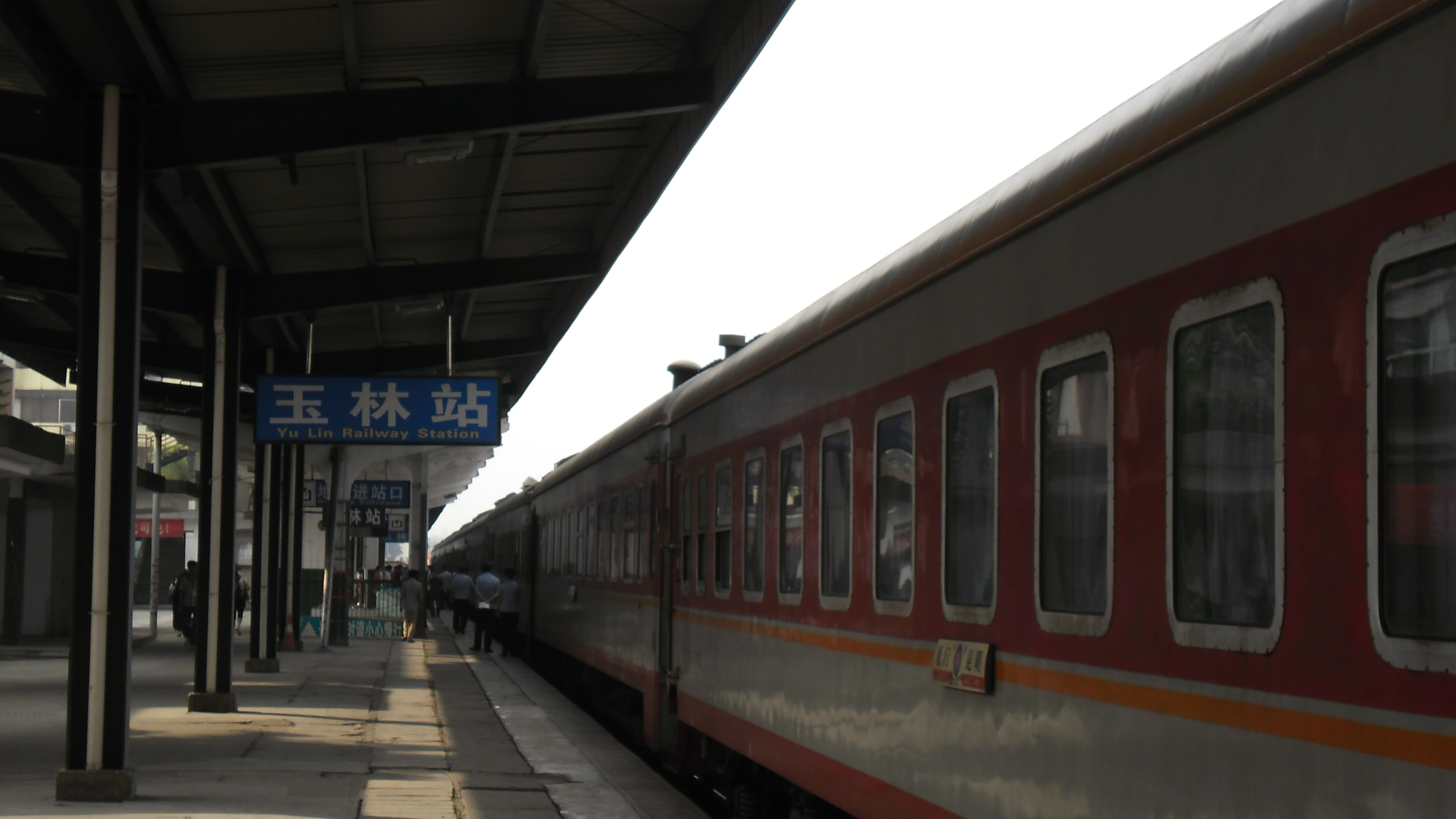
2011年的玉林站站台

- 1956年1月1日启用营运，归柳州铁路局管辖。[2]
- 1996年由二等站升为一等站。[3]
- 2007年11月16日铁路局机关从柳州迁至南宁，更名为南宁铁路局，从此玉林站为南宁铁路局管辖。[4][5]
- 2014年12月23日 黎湛铁路电气化暨新站房改造。[6][7]
- 2016年2月23日 第四站台启用，未来第一、二、三站台可停靠动车。[8]
- 2016年9月30日 新站房启用[9]

## 公交
开往或途径玉林站的公交线路有：
| 线路 | 运行时间     | 起始站与终点站             |
| ---- | ------------ | -------------------------- |
| 1    | 5：30-22：22 | 火车站——汽车总站（二医院） |
| 2    | 6：05-22：09 | 万象城——客运中心           |
| 5    | 6：30-18：20 | 火车站——教育东路秀水路口   |
| 9    | 6：50-17：50 | 火车站——毅德国际商贸城     |
| 22   | 7：20-20：20 | 火车站——师院东校区         |

## 車站周邊
- 精通快捷酒店玉林火车站店
- 中国银行玉林市火车站支行
- 桂南医院
- 玉州区第二实验小学
- 玉林市第三人民医院
- 玉贮职工医院
- 圣上大酒店
- 中国邮政储蓄银行苗园路支行
- 玉州区红十字会医院
- 中国建设银行玉林铁道支行
- 钱江源大酒店

## 争议
玉林站目前只有开往区内城市的动车组列车，且玉林到贵港段时速仅为160km/h，对此有学者解释称：
广西境内的高铁设计时速为200-250km/h，是与当地的自然环境、地质条件、客流量、远景发展均有关系，而时速200/250和300/350的高铁，其投资差别很大。再能满足当地客运服务的前提下，将高铁降速设计，也没有什么问题。毕竟修建高铁是烧钱的工程，也要考虑一个性价比。